# DBS 은행

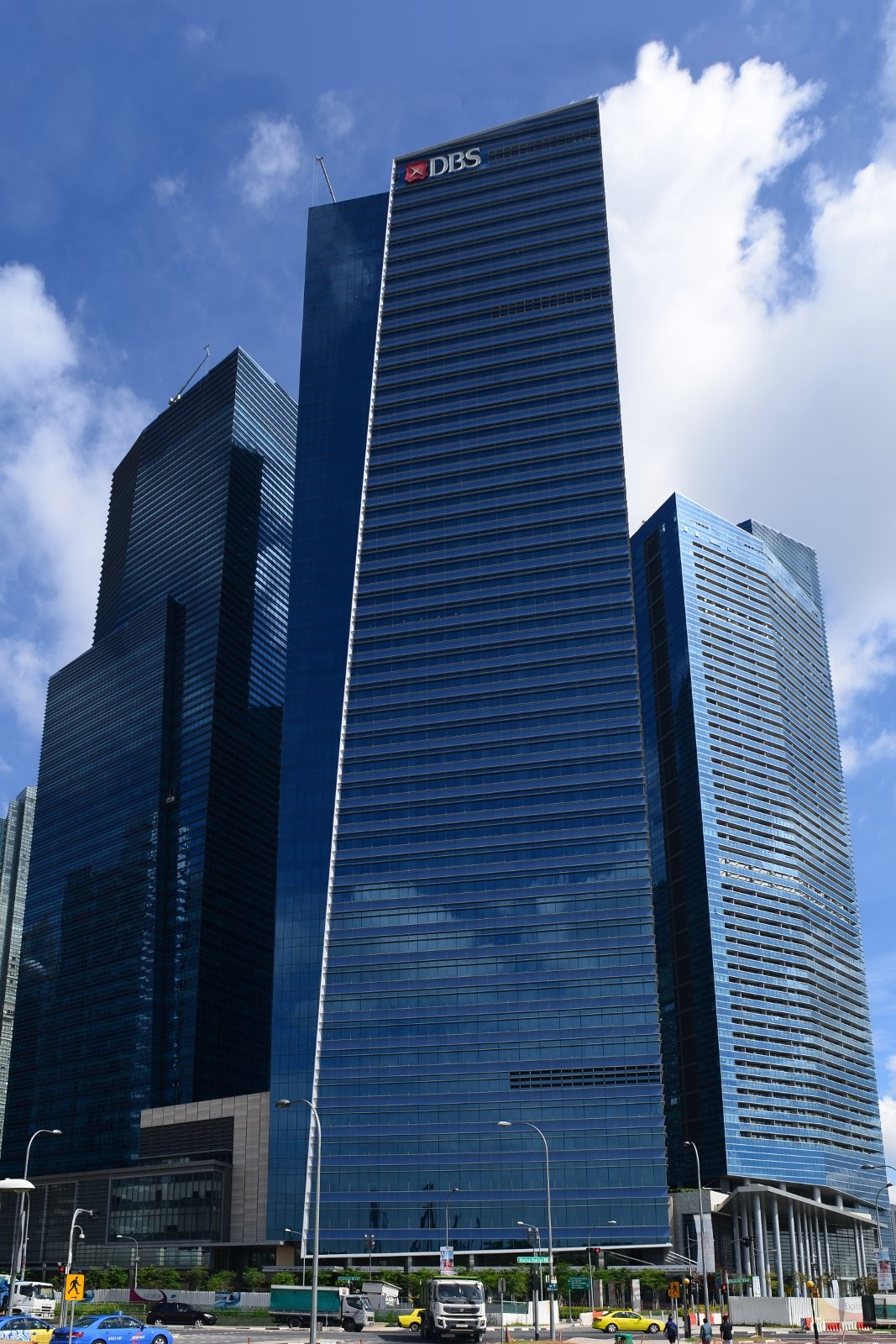

DBS 은행(DBS Bank) 또는 과거 명칭 싱가포르개발은행(The Development Bank of Singapore Limited)은 싱가포르 마리나베이의 마리나베이 금융 센터에 본사를 둔 싱가포르의 다국적 은행업 및 금융 서비스 기업이다. 오늘날의 이름 DBS는 2003년 7월 21일 글로벌 은행으로서의 역할을 반영하기 위해 선정되었다. OCBC 은행과 유나이티드 오버시즈 뱅크(UOB)와 더불어 싱가포르의 빅3 은행들 중 하나이다.
싱가포르 거래소에 등재된 이 은행은 1968년 7월 16일 싱가포르 정부에 설립되었다. DBS의 최대 주주는 GIC에 이어 싱가포르에서 2번째로 큰 국부 펀드인 테마섹 홀딩스이다.